# Sonny Grey
Sonny Grey (* 1925; † 4. Oktober 1987 in Angoulême) war ein jamaikanischer Jazztrompeter.

## Wirken
Grey spielte Ende der 1940er Jahre mit Sonny Bradshaw, Wilton Gaynair und Joe Harriott in den Jamaica All-Stars, mit denen er 1951 Großbritannien besuchte. Nach seiner Übersiedlung nach Europa arbeitete er ab 1953 in der Pariser Jazzszene u. a. mit Henri Renaud, Bobby Jaspar, Jacques B. Hess, Georges Arvanitas und Dexter Gordon. 1968 nahm er mit Guy Lafitte und mit der Kenny Clarke/Francy Boland Big Band (All Smiles) auf. 1969 arbeitete er mit der NDR Bigband und konzertierte auf dem Lugano Jazz Festival. In späteren Jahren arbeitete er mit eigenen Formationen, u. a. mit Michael Baird, Gérard Guerin, Dominique Lemerle, André Wentzo und Hervé Sellin. Grey legte unter eigenem Namen ein Album (En Directo) auf dem italienischen Label Clan Celentano vor. Postum erschien 2016 ein Album mit seiner 1963 in Paris zusammengestellten 17-köpfigen Bigband und Konzertmitschnitten aus den Jahren 1967 und 1968. Tom Lord verzeichnet 18 Aufnahmen von ihm zwischen 1964 und 1980.

## Diskographische Hinweise
- Sonny Grey with Alain Hatot, Mal Waldron, Gus Nemeth & Kenny Clarke: Skippin’ (Numera 1971)
- Dexter Gordon, Sonny Grey & Georges Arvanitas Trio: Parisian Concert (Futura, 1973)
- Gijs Hendriks Quartet: On the Way (Ring Editions, 1977, mit Siegfried Kessler, Bert van Erk, Slide Hampton, Sonny Grey und Raul Burnet)
- Sonny Grey and His Orchestra: In Concert at the II Festival Internacional de Barcelona - 1967 (Fresh Sound 2016, rec. 1967/68)